# Kniphofia ritualis
Kniphofia ritualis là một loài thực vật có hoa trong họ Thích diệp thụ. Loài này được Codd miêu tả khoa học đầu tiên năm 1966.